# Cliniodes underwoodi
Cliniodes underwoodi là một loài bướm đêm trong họ Crambidae.